# Dorfkirche Kriele

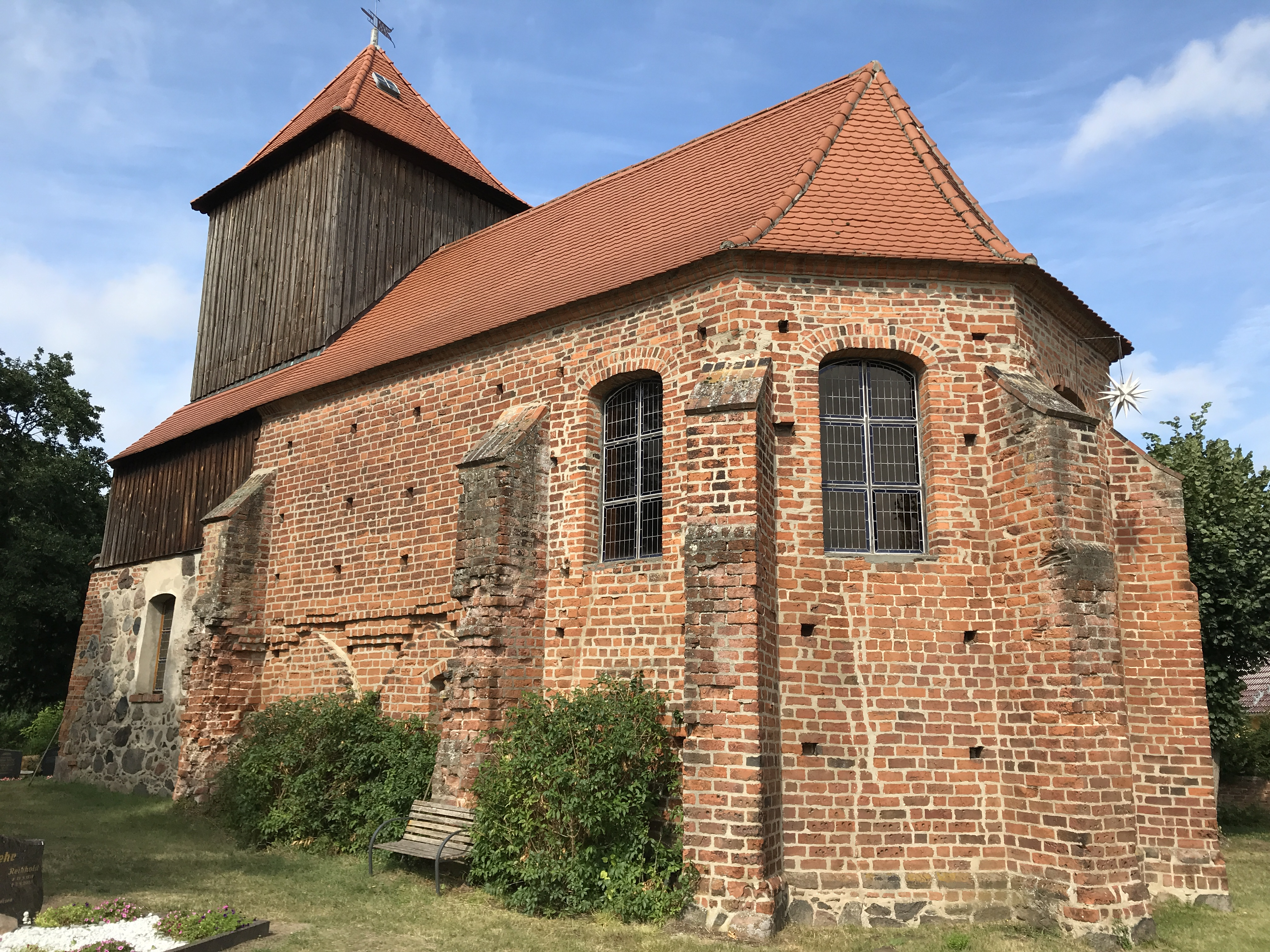
Dorfkirche Kriele

Die evangelische Dorfkirche Kriele ist eine Saalkirche in Kriele, einem Ortsteil der Gemeinde Kotzen im Landkreis Havelland im Land Brandenburg. Die Kirchengemeinde gehört zum Kirchenkreis Nauen-Rathenow der Evangelischen Kirche Berlin-Brandenburg-schlesische Oberlausitz.

## Lage
Die Hauptstraße führt von Nordwesten kommend in östlicher Richtung durch den Ort. Von ihr zweigt die Bahnhofstraße nach Süden ab. Die Kirche steht nordwestlich dieser Kreuzung auf einem Grundstück mit einem Kirchfriedhof, der mit einer Mauer eingefriedet ist.

## Geschichte
Das Amt Nennhausen gibt auf seiner Webseite an, dass die Kirche im Jahr 1375 entstand und es sich damit um die älteste noch im Kreis erhaltene Backsteinkirche handelt. Im 15. Jahrhundert wurde die Kirche um einen Kirchturm erweitert. Nach einem Blitzeinschlag im Jahr 1779 erhielt der Turm ein verbrettertes Oberteil. Das Bauwerk war in den 1980er Jahren stark baufällig; ein Abriss des Fachwerkturms wurde in Betracht gezogen. Die Kirche wird ab 1997 saniert; im Folgejahr konnte der ursprünglich aus dem 18. Jahrhundert stammende Fachwerksvorbau des Eingangsportals restauriert werden. Geplant ist, den Dachstuhl neu einzudecken und die Gebäudehülle zu sanieren. Ebenfalls weist der in den 1990er Jahren erneuerte Innenputz Schäden auf. Geplant ist weiterhin, eine Toilette sowie eine Küche einzubauen, um das Gemeindeleben zu fördern.

## Baubeschreibung

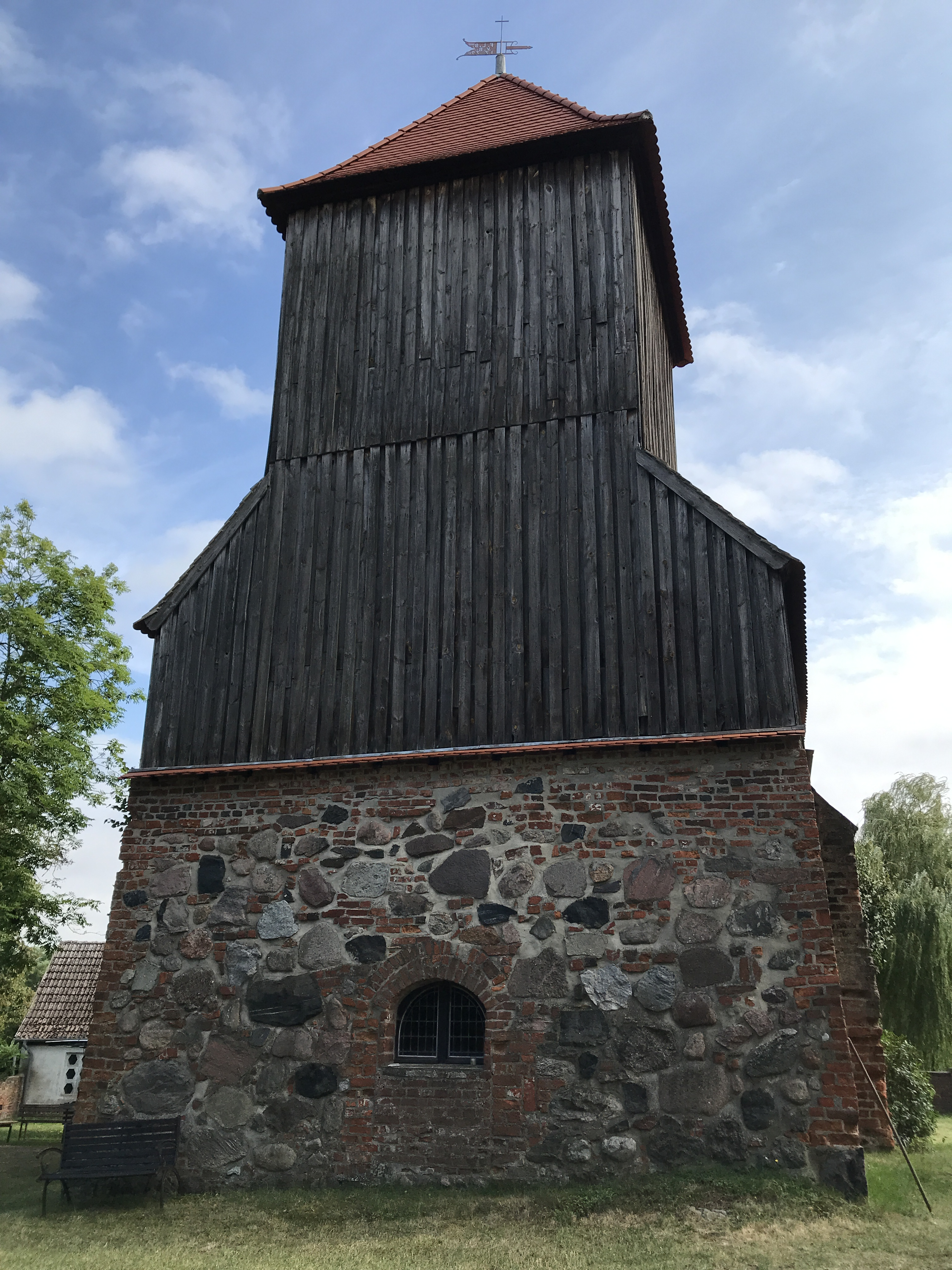
Westturm

Das Bauwerk entstand im Wesentlichen aus Mauerstein auf einem schmalen Sockel bestehen aus unbehauenen und nicht lagig geschichteten Feldsteinen. Der polygonale Chor ist nicht eingezogen. Seine Seiten werden durch zweifach getreppte Strebepfeiler stabilisiert. In allen fünf Feldern ist je ein gedrückt-segmentbogenförmiges Fenster.
Das Kirchenschiff hat einen rechteckigen Grundriss. Die Nordwand ist fensterlos. Dort ist mittig ein kleiner Vorbau aus Fachwerk, durch den die Kirche von Osten her betreten werden kann. Sie führt zu einem gotischen Stufenportal. Die Südseite des Langhauses ist ebenfalls fensterlos. Mittig befinden sich zwei spitzbogenförmige Bögen und im östlichen Bogenfeld eine zugesetzte, gedrückt-segmentbogenförmige Blende. Diese zugesetzte Öffnung sowie Ausbrüche an den Strebepfeilern zeigen an, dass sich an dieser Stelle zu einer früheren Zeit ein Anbau befunden haben muss.
Der Kirchturm nimmt die volle Breite des Kirchenschiffs auf. Er wurde aus unbehauenen Feldsteinen errichtet, die mit Mauersteinen zusammen ein Mischmauerwerk bilden. Im Westen sind die Umrisse einer rundbogenförmigen Pforte erkennbar, die zu einem Fenster reduziert wurde. An der Nord- und Südseite sind im Erdgeschoss zwei größere, rundbogenförmige Fenster. Oberhalb erhebt sich ein verbrettertes Geschoss, das oberhalb des Satteldachs des Kirchenschiffs in einen ebenfalls verbretterten Turmhelm übergeht. Er schließt mit einem Pyramidendach und einer Wetterfahne. Diese ist mit den Initialen des Bauherren „F. L. B. V. B. 1779“ versehen und stehen für Friedrich Ludwig Baron von Bredow, der zu dieser Zeit das Kirchenpatronat innehielt und den Umbau veranlasste.

## Ausstattung

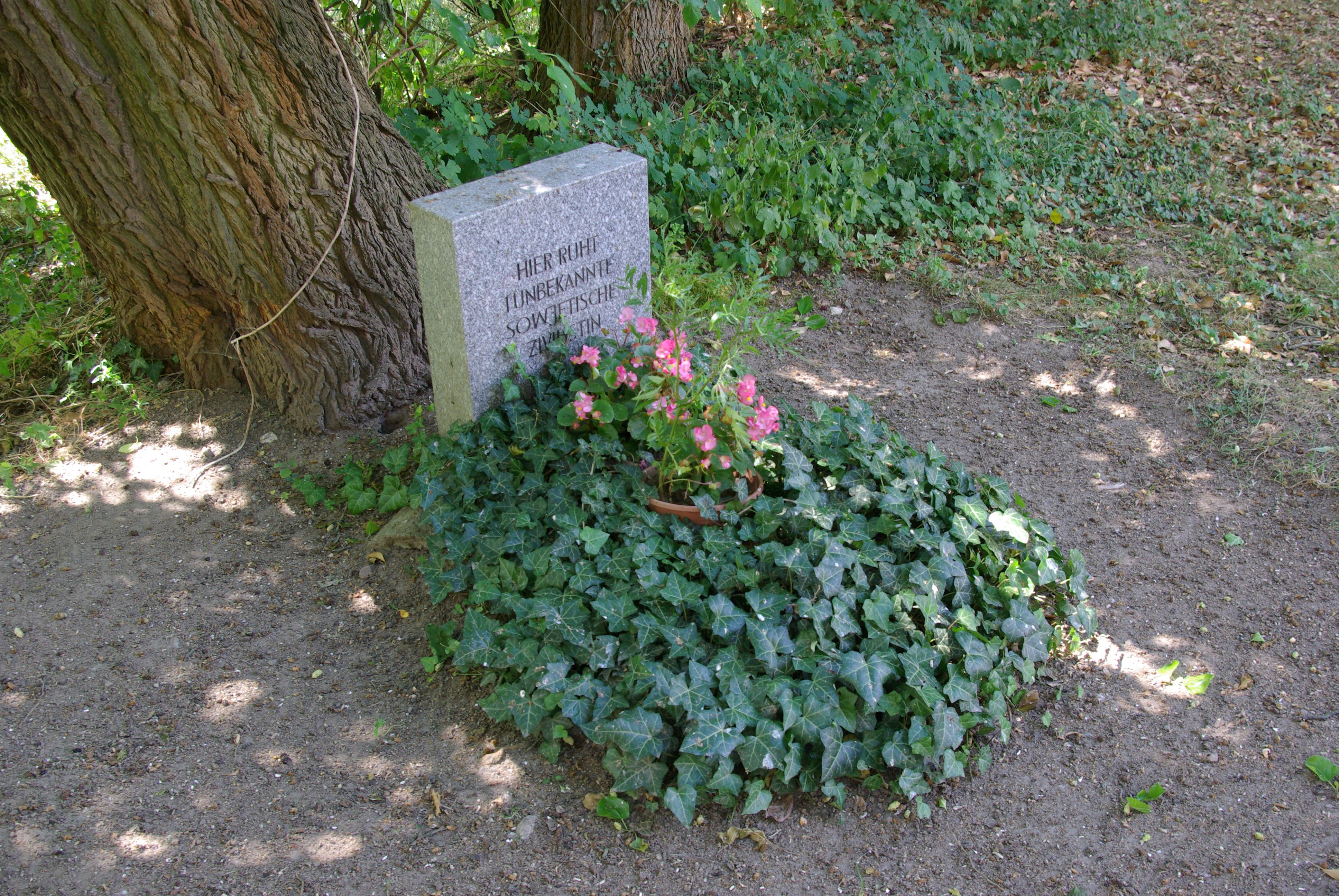
Zwangsarbeitergrab

Der Kanzelaltar stammt aus dem Jahr 1737 und wird vom Brandenburgische Landesamt für Denkmalpflege und Archäologische Landesmuseum (BLDAM) in seiner Denkmaldatenbank als „unvollständig“ und „einfache Rokokoarbeit“ bezeichnet. Teile des Altars stammen aus der Dorfkirche Landin. Dort hatte die Patronatsfamilie im Jahr 1736 einen neuen Altar in Auftrag gegeben. Ihr missfiel offenbar die vorhandene, bauzeitliche Kanzel und erteilte dem Bildhauer die Auflage, für den neuen Altar und den Aufbau der Kanzel in der Krieler Kirche nicht mehr als 60 Taler auszugeben. Der Kanzelkorb trägt das Monogramm der Patronin Johanne Wilhelmine von Metzsch, eine verheiratete von Bredow. Aus der ursprünglich vorhandenen Kanzel in Kriele ist nur noch die Wange für die Kanzeltreppe erhalten geblieben, die als Rückwand wiederverwendet wurde. In den drei Feldern sind Ölbilder angebracht, die die Apostel Bartholomäus, Matthias und Paulus im Stil der Renaissance zeigen. Die Brüstungsfelder des Kanzelkorbs sind mit Gemälden von Jesus Christus und den Evangelisten verziert. Ein dritter Kanzelaltar ist nur noch reduziert vorhanden. Die Mensa wurde durch einen einfachen Tisch ersetzt, das darauf stehende Gehäuse stammt aus dem Jahr 1737. Er könnte aus dem Dorf Klinge im Landkreis Spree-Neiße stammen; die dortige Kirche wurde vor der Devastierung des Ortes abgerissen. Das Altarretabel zeigt den Auferstandenen. Zur weiteren Kirchenausstattung gehört eine hölzerne Fünte aus der Zeit um 1780. Das Bauwerk ist im Innern flachgedeckt.
In der südlichen Schiffswand befinden sich drei hohe Blendfelder sowie zwei flachbogige Nischen, die zu einer früheren Zeit zu einem Anbau geführt haben könnten. In der Chorwand ist eine Sakramentsnische mit einer Tür, die mit gotischen Beschlägen verziert ist. Auf der Doppelempore von 1779 im Norden und Westen des Bauwerks steht eine Orgel mit neun Registern auf zwei Manualen mit einem Pedal und einem neogotischen Prospekt. Im Prospekt fehlen einige Pfeifen, das Innere zeigt Spuren von Vandalismus auf. Das Instrument schuf Friedrich Hermann Lütkemüller im Jahr 1848 und ist im Jahr 2023 nicht spielbar. Darunter ist eine Patronatsloge.
Im Turm hingen zwei Glocken aus Bronze, die 1890 von Gustav Collier in Berlin gegossen wurden. Es handelte sich um Stiftungen des damaligen Patronatsherren Max von Bredow zur Zeit des Pfarrers Jakobi. Die kleinere Glocke mit einem Durchmesser von 60 cm wurde 1917 im Zuge einer Metallspende des deutschen Volkes beschlagnahmt und ging verloren. Die größere Glocke blieb erhalten. Sie hat einen Durchmesser von 74 cm und trägt die Inschrift: „PATRON DER KIRCHEN ZU LANDIN UND KRIELE – MAX VON BREDOW – PREDIGER: JACOBI“ und „WACHET UND BEHTET, DAMIT IHR NICHT IN ANFECHTUNG FALLET, MATTH. 26,42“.
Auf dem Friedhof befindet sich eine Grabstätte für einen sowjetischen Zwangsarbeiter.